# زاپسالیس
زاپسالیس (نام علمی:Zapsalis ) نام یک سرده از شاخه طنابداران است.